# 列比亞日耶湖 (舒米欣斯基區)
55°22′N 63°23′E / 55.367°N 63.383°E
列比亞日耶湖（俄语：Лебяжье），是俄羅斯的湖泊，位於該國西南部，由庫爾干州責管轄，處於舒米哈以西1公里，長0.6公里、寬0.4公里，平均水深2米，最大水深2.5米。